# Agave victoriae-reginae
Agave victoriae-reginae, de nombre común agave noa, es una planta suculenta pequeña perteneciente a la familia de las agaváceas. Es una planta endémica del norte de México. Su nombre se dedicó a la reina Victoria (1819-1901) de Inglaterra. Es muy apreciada por coleccionistas y viveristas debido a su alto valor ornamental. Se incluyó en el grupo Marginatae por tener los márgenes de las hojas córneos y las flores con tubos cortos en forma de embudos; y forma parte del grupo Littaea por tener inflorescencia sin ramificaciones aparentes y con hojas con margen entero. El nombre A. victoriae-reginae se ha aplicado a cuatro plantas con gran similitud, pero que difieren en la forma de la roseta, el número, forma y color de las hojas, el tamaño de las flores y el hábitat que ocupan. En este apartado, se tratará solamente la A. victoriae-reginae subsp. victoriae-reginae. Tiene rosetas globosas a deprimido-globosas, con 70 a 200 hojas. Las hojas son lanceoladas, de 7 a 22 cm (centímetros) de largo por 3.6 a 4.8 cm de ancho en hojas secas; su margen es córneo y continuo hasta el ápice. Habita en la Sierra Madre Oriental en los estados de Nuevo León, Coahuila hasta el este de Durango, sobre crestas y cerros aislados. Crece principalmente en sustratos calizos. Es conocida en La Comarca Lagunera de Coahuila y Durango como noa.

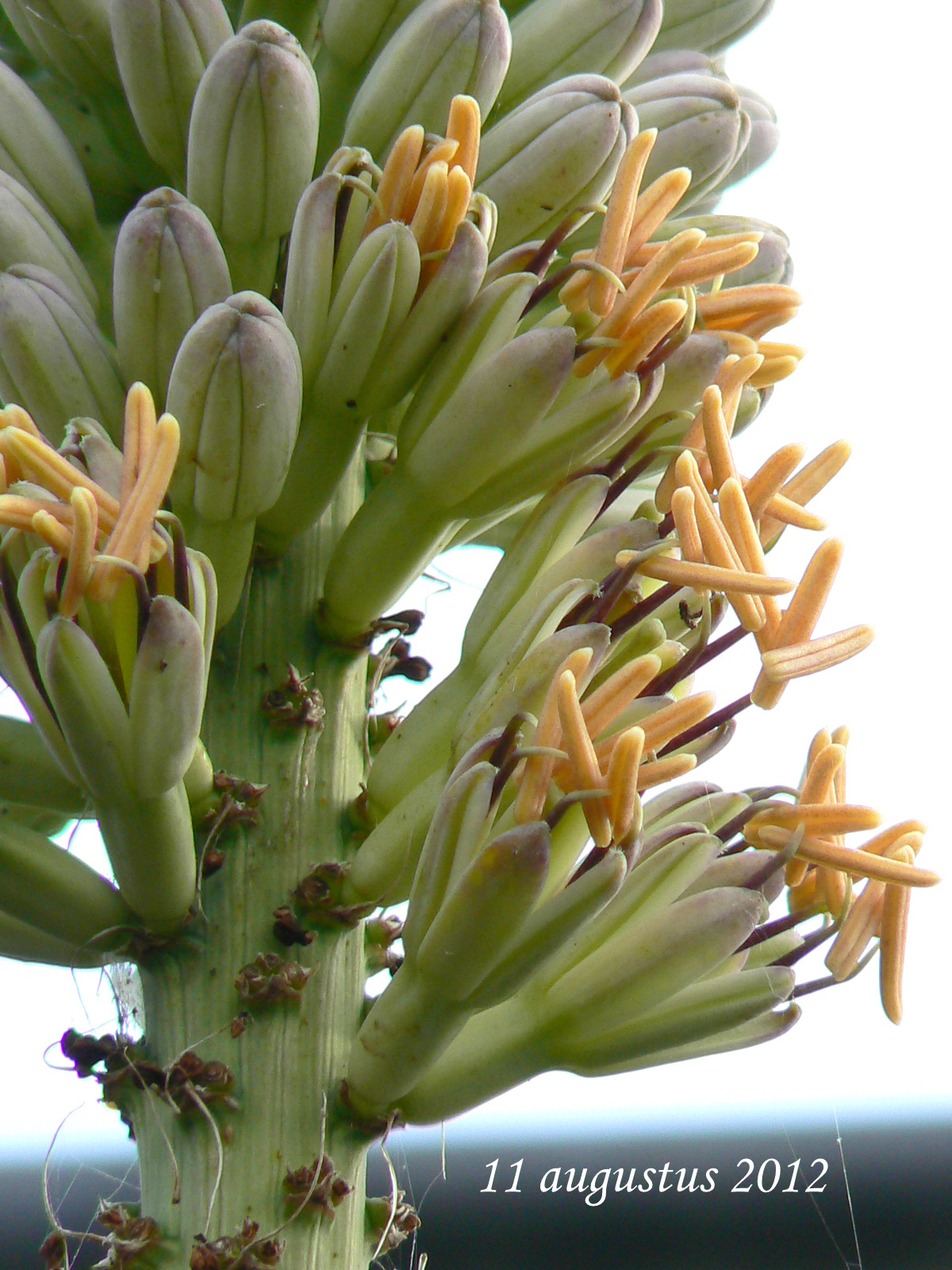
Inflorescencia

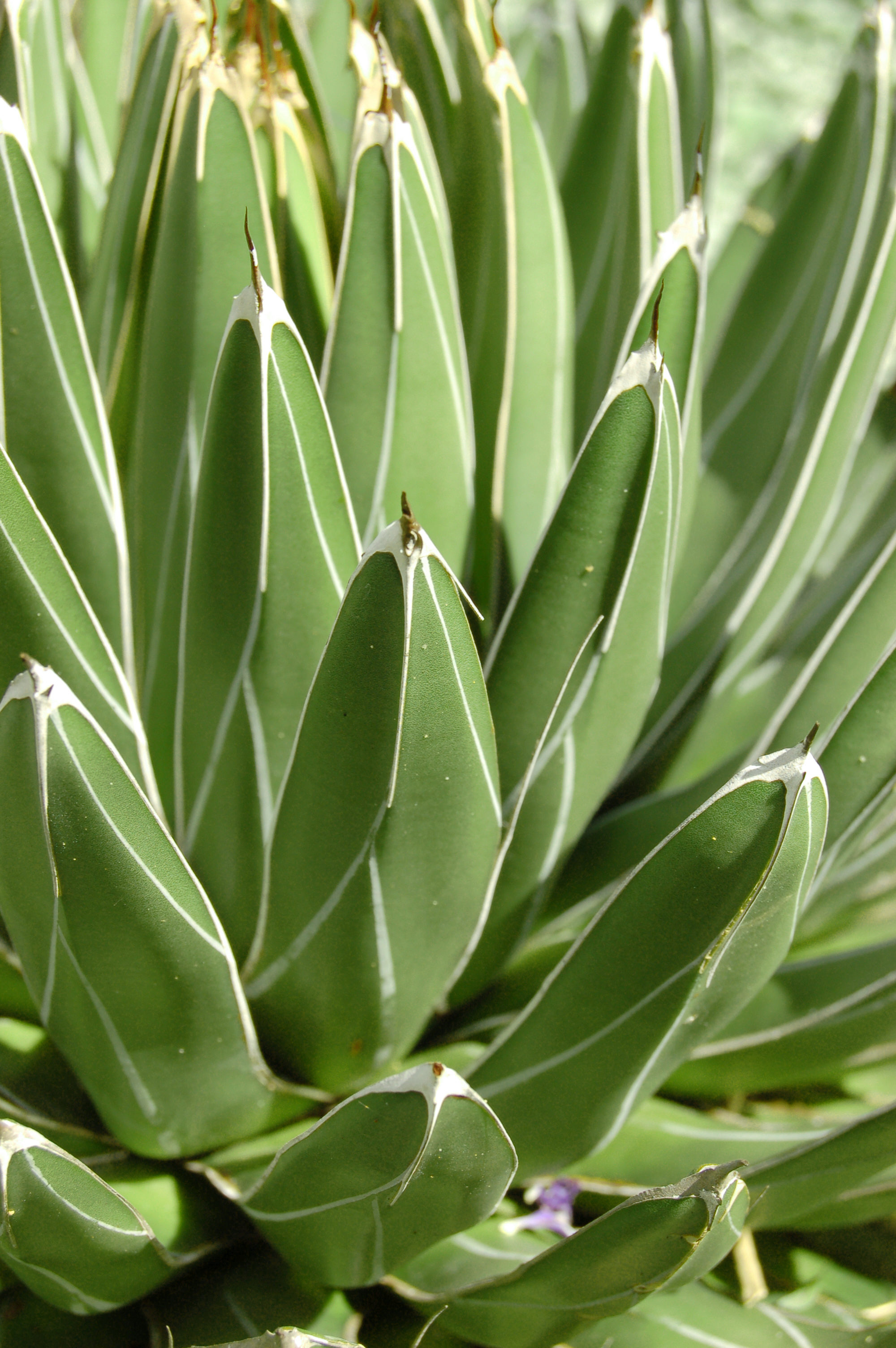
Detalle de las hojas

## Descripción
Esta planta tiene formas variables, pero, en general, sus rosetas son pequeñas y compactas, compuestas por hojas cortas, duras, rígidas y gruesas; que miden de 15 a 20 cm (centímetros) de largo por 4-6 cm de ancho, con señales distintivas blancas en los márgenes. Las marcas se encuentran generalmente a lo largo de la hoja junto a los márgenes, con un perfil triangular, dando una apariencia de imagen poliédrica. Los márgenes no están dentados, pero, al final de la hoja, esta puede incluir de 1 a 3 espinas cada 1-3 cm de longitud. Tiene una altura de hasta 30 cm, cuando no tiene la inflorescencia llamada «quiote», la cual es una vara central con floración ramificada en la cúspide que fructifica y madura dando semillas; esta alcanza una altura de hasta poco más de 1 m (metro); ocurriendo esto sólo una vez en su vida (de aproximadamente 5 años o más, dependiendo del entorno y condiciones climáticas) entre los meses de junio a agosto, muriendo posteriormente la planta.

## Distribución
A. victoriae-reginae se encuentra en el Desierto de Chihuahua y en la Comarca Lagunera de Coahuila y Durango, México. Al Sur de la ciudad de Torreón, Coahuila, se sitúa un accidente elevado llamado Sierra de las Noas por su otrora abundancia de este agave; también se conoce como «pintilla». Se contemplan alrededor de media docena de subespecies.

## Ecología
Es notable por sus hojas facetadas, como talladas, algo que la ha hecho muy popular como planta ornamental.
Está considerada en peligro de extinción por su alta comercialización ilegal (coleccionismo, principalmente) en el extranjero, cotizándose una planta pequeña hasta en US$15, y una como la de la foto hasta en US$2000. Su merma, al menos en la Comarca Lagunera, probablemente se debió también a su utilización en la preparación de una bebida embriagante por los indios laguneros en tiempos de la colonización española del norte de México; Los yndios tienen otro genero de mexcale (mezcal) que es mucho más suave que el de maguey a esta llaman noas (Mota y Escobar). Actualmente, existen dos centros de reproducción masiva en la Comarca Lagunera con fines de reproducción propagación y reforestación no lucrativos: el Centro Comunitario CEMEX y la Universidad Autónoma Agraria Antonio Narro Unidad Laguna en Torreón, Coahuila.

## Taxonomía
Agave victoriae-reginae fue descrito por Thomas Moore (botánico) y publicado en The Gardeners' Chronicle, new series 4: 485. 1875.
Etimología
Agave: nombre genérico que fue dado a conocer científicamente en 1753 por el naturalista sueco Carlos Linneo, quien lo tomó del griego Agavos. En la mitología griega, Ágave era una ménade hija de Cadmo, rey de Tebas que, al frente de una muchedumbre de bacantes, asesinó a su hijo Penteo, sucesor de Cadmo en el trono. La palabra agave alude, pues, a algo admirable o noble.
victoriae-reginae: epíteto otorgado en honor de la reina Victoria del Reino Unido.
Variedades
- Agave victoriae-reginae subsp. victoriae-reginae.[5][6]